# Dorian Boguță
Dorian Boguță (n. 24 aprilie 1971, Chișinău) este un actor și regizor român, originar din Basarabia. A apărut în peste treizeci de filme începând cu 1984.

## Biografie
Actorul Dorian Boguță s-a născut în Chișinău, RSSM, fosta URSS (acum în Republica Moldova) pe 24 aprilie 1971. El a absolvit Universitatea de Teatru și Film „Shota Rustaveli” din Georgia în 1992 și a început cariera de actor la Teatrul Național din Chișinău, unde a jucat numeroase roluri notabile. În 1999, el s-a mutat la București și a început dă joace în filme, dobândind o recunoaștere cu serialul TV „Lombarzilor 8” (2006) și mai târziu cu „Francesca” (2009), care au fost apreciate în întreaga lume,  la multe festivaluri de film de prestigiu. În 2009 și-a făcut debutul în regie, cu scurt-metraj „10”, marcând începutul unei serii de scurt-metraje de succes, „De acum încolo” (2012), care a câștigat mai multe premii printre care și premiul pentru cel mai bun scurt-metraj românesc.
Un alt moment important în cariera sa a fost regizarea scurt-metrajului „Kazimir”, care a devenit unul dintre primele filme de groază românești. Urmare pasiunii pentru actorie și regie, el a fondat site-ul Actorie de film.ro, împreună cu colegii săi, actorii Dragoș Bucur și Alexandru Papadopol, site care cuprinde atât o școală de actorie, cât și o companie producătoare. Scopul școlii este de a-i învăța pe elevi un stil de actorie care este realist și vine în mod natural. În 2013, cei doi au produs primul lor lungmetraj folosind actori educați la actoriedefilm.ro, Love Building, care în scurt timp a devenit unul dintre filmele românești de cel mai de succes în box-office-ul românesc. Dorian Boguță lucrează în prezent la un proiect în care va debuta ca regizor într-un film de lung metraj.

## Filmografie selectivă
| An   | Titlu                      | Rol           | Note |
| ---- | -------------------------- | ------------- | ---- |
| 2004 | Numai iubirea              | Gino Bucur    |      |
| 2004 | Lotus                      |               |      |
| 2005 | Moartea domnului Lăzărescu | un paramedic  |      |
| 2005 | Lacrimi de iubire          | George        |      |
| 2006 | Lombarzilor 8              | Leonard Matei |      |
| 2006 | Hârtia va fi albastră      | rănit         |      |
| 2006 | Bărbatul soțului meu       | Erwin         |      |
| 2008 | Mobil                      |               |      |
| 2008 | Dănuț pleacă pe vapor      | Tiger Danny   |      |
| 2009 | Întâlniri încrucișate      | Bogdanovici 2 |      |
| 2009 | Francesca                  | Mita          |      |
| 2009 | Caravana cinematografică   | Tavi          |      |
| 2013 | Quod Erat Demonstrandum    |               |      |
| 2015 | București NonStop          |               |      |
| 2016 | Două lozuri                |               |      |